# Min syster är en ängel
Min syster är en ängel är en bilderbok av Ulf Stark och Anna Höglund från 1996, utgiven på Alfabeta förlag.

## Handling
Ulfs syster dog redan innan hon föddes och nu är hon en ängel. Trots detta är hon den bästa syster man kan ha, hon är nämligen inte som andra storasystrar som tjatar och alltid vet bäst. Nej, Ulfs änglasyster är inte lik någon annan, eftersom hon inte har fått någon uppfostran så beter hon sig lite som hon vill, hon älskar att busa och hitta på hyss. En dag bestämmer sig Ulf för att han ska visa sin syster runt i Stureby.
I boken, liksom i flera av Ulfs tidigare böcker, bland annat böckerna om Percy och Kan du vissla Johanna?, utgår Ulf ifrån sin egen barndom. Huvudkaraktären heter också Ulf, och bor i Ulf Starks barndomsort, Stureby.

## Utmärkelser
Boken är 1996 års vinnare av Augustpriset i kategorin bästa barn- och ungdomsbok.

### Fotnoter
1. ↑  ”Min syster är en ängel” (på engelska). Worldcat. 11 mars 1996. http://www.worldcat.org/title/min-syster-ar-en-angel/oclc/49875708&referer=brief_results. Läst 16 januari 2015.
2. ↑  ”Min syster är en ängel”. Augustpriset. 11 mars 1996. Arkiverad från originalet den 24 december 2014. https://web.archive.org/web/20141224031854/http://www.augustpriset.se/bidrag/min-syster-ar-en-angel. Läst 16 januari 2015.